# 広崎悠意
広崎 悠意（ひろさき ゆうい、1963年1月18日 -）は、原画家、シナリオライター、小説家。神奈川県出身。1990年代にディーオー社員として同社の黎明期の発展に活躍。原画とシナリオを手がけたアダルトゲームが多い。ディーオー退社後は小説家として活動していたこともある。その後エクセプションやMASTERUPでアダルトゲーム製作を手がけている。
子供の頃より文章や絵を書いたりするのが好きだったが、マンガは好きではなかったという。その後徐々に少女マンガには馴染むようになるものの、自らは文章書きが主で、絵はウケ狙い程度だった。高校生になるとアニメーション同好会に所属し、在学中の3年間で学園祭で上映をする2本のフィルム作品を手掛けた。社会人となってからは印刷会社、アニメーター、古書店の店番アルバイトなどを経て、26歳でパソコンゲーム制作の業界へ入った。

## 作品

### ゲーム
ディーオー作品
- DOR（1992年、原画・シナリオ）
- 雑音領域（1996年、原画・シナリオ）
- クリスタルリナール -逢魔の迷宮-（1996年、原画・シナリオ）
- 虜（1996年、原画・シナリオ）
- 妖獣戦記 -A.D.2048-（1997年、原画・シナリオ）
- 続妖獣戦記 -砂塵の黙示録-（1997年、原画・シナリオ）
- 虜2（1997年、原画・シナリオ）
- 妖獣戦記2 -黎明の戦士たち-（1998年、原画・シナリオ）

エクセプション開発作品
- 春名町の歩き方（2006年、原画・シナリオ）
- 絶望少女 〜復讐の性裁教室〜（2008年、シナリオ、暗黒劇場）

その他の作品
- 海からくるもの（2003年、シナリオ、rouge）

### 小説
- 妖獣世紀アウローラ1（1998年、BESTノベルスSERIES）
- 妖獣世紀アウローラ2（1999年、BESTノベルスSERIES）
- 妖獣世紀アウローラ3（1999年、BESTノベルスSERIES）
- 高機動幻想ガンパレード・マーチ（2000年、電撃文庫。ゲームノベライズ）